# Lena Glaser
Lena Glaser, född den 9 mars 1963, är en svensk mediechef som arbetade på Sveriges Television 2001–2019, sista tiden som programdirektör. Från 2022 arbetar hon istället på Svenska filminstitutet.

## Biografi
Glaser började på SVT år 2001. I september 2002 blev hon tillförordnad chef för SVT Webb, som senare skulle utvecklas till SVTi, SVT:s avdelning för interaktiva tjänster. Hon var chef för enheten i drygt tio år och under denna tid utvecklades en rad olika tjänster, däribland SVT Play. Under några månader 2009-2010 var hon tillförordnad programdirektör för allmän-tv när Annie Wegelius var sjukskriven.
Vid årsskiftet 2012/2013 slutade Glaser på SVTi och tillträdde en ny tjänst som programdirektör för interaktivt utbud och plattformar.
År 2016 blev Glaser en av två programdirektörer på SVT. Glaser ansvarade för underhållning, kultur, drama, fritid, fakta, religion och livsåskådning. I samband med en omorganisation i SVT:s ledning hösten 2019 sade Glaser upp sig från SVT.
Den 4 april 2022 tillträdde Glaser som avdelningschef för Filmstöd vid Svenska Filminstitutet.
Efter att ha lämnat SVT blev Glaser även författare. Hennes skönlitterära debutbok, Kanske jude, kom ut i oktober 2022.

## Källhänvisningar
1. ↑  Lena Glaser, Alberts Bonniers förlag
2. ↑  ”Generationsskifte i SVT:s programledning”. SVT. 5 december 2013. Arkiverad från originalet den 7 december 2014. https://web.archive.org/web/20141207231657/http://www.svt.se/omsvt/generationsskifte-i-svt-s-programledning.
3. ↑  Georg Cederskog. "Jan Helin lämnar Aftonbladet för SVT", dn.se, 15 december 2015. Åtkomst den 10 maj 2018.
4. ↑  SVT stuvar om i ledningen – Lena Glaser säger upp sig, Journalisten, 6 september 2019
5. ↑  Idag tillträder Anette Novak som vd och Lena Glaser som avdelningschef Filmstöd vid Svenska Filminstitutet, Svenska Filminstitutet, 4 april 2022
6. ↑  Lena Glaser skriver om en mycket judisk erfarenhet: att inte vara hemma, Dagens Nyheter, 31 oktober 2022